# Gemaal De Grie
Gemaal De Grie is een gemaal in Sintjohannesga in de Nederlandse provincie Friesland.
Het gemaal is gebouwd in 1930 voor de bemaling van het voormalige waterschap De Groote Sint Johannesgasterveenpolder. Het gebouw staat bij windmolen De Hersteller aan de noordzijde van de Hoge Dijk. In 2000 werd er een nieuw gemaal bijgebouwd. In het oude gemaal werd een trafo geplaatst. Het gebouw in interbellum-architectuur werd overgedragen aan de Stichting Waterschapserfgoed.

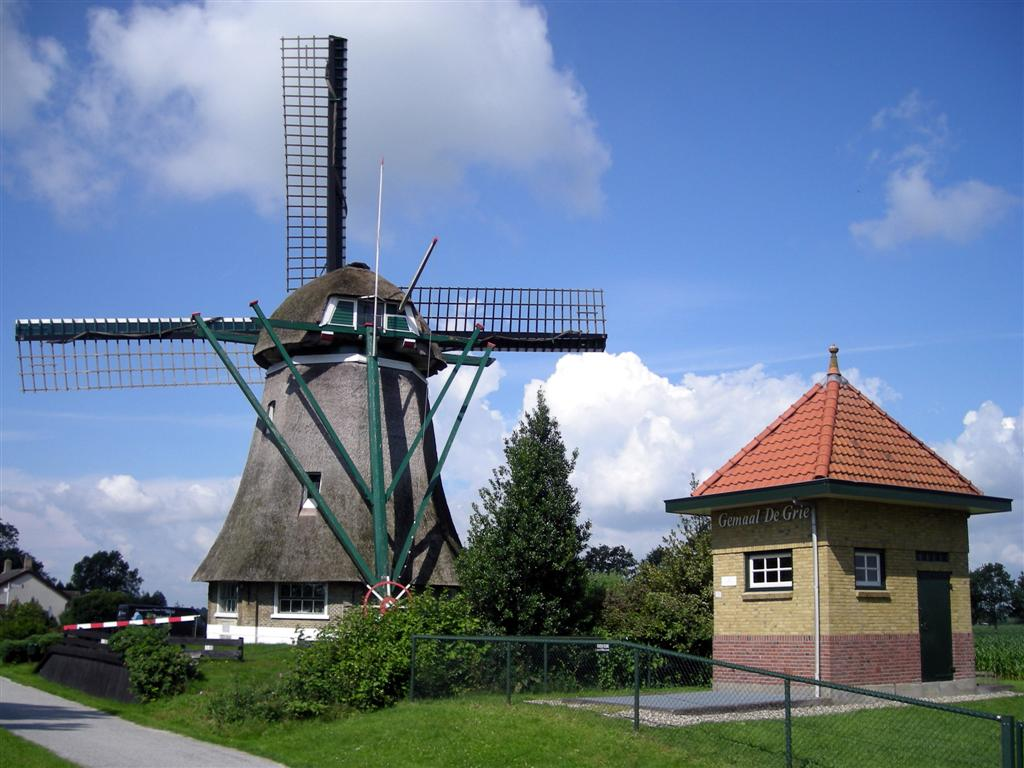
Gemaal De Grie bij molen De Hersteller